# Le grand bleu
Le grand bleu (of The Big Blue) is een Franse film uit 1988 van regisseur Luc Besson.

## Verhaal
Enzo en Jacques kennen elkaar uit hun geboortedorp, toen duiken al hun passie was. Op zekere dag komt de vader van Jacques om het leven tijdens het duiken. Jaren later wordt Jacques door wetenschappers getest, die erachter komen dat zijn lichaam, wanneer hij in ijskoud water duikt, als dat van een dolfijn lijkt te reageren. De bij de experimenten aanwezige Johanna (gespeeld door Rosanna Arquette) valt voor de mysterieuze dolfijn-man, en volgt hem naar Italië. Enzo (Jean Reno), inmiddels wereldkampioen duiken, heeft Jacques uitgedaagd voor een wedstrijd, omdat hij weet dat dit de enige duiker ter wereld is die hem zou kunnen verslaan. Bij deze wedstrijd overschrijden de mannen de grenzen van het menselijk mogelijke en vindt Jacques uiteindelijk een thuis.

## Rolverdeling
| Acteur                 | Personage                       |
| ---------------------- | ------------------------------- |
| Rosanna Arquette       | Johana Baker                    |
| Jean-Marc Barr         | Jacques Mayol                   |
| Jean Reno              | Enzo Molinari                   |
| Paul Shenar            | Dr. Laurence                    |
| Sergio Castellitto     | Novelli                         |
| Jean Bouise            | oom Louis                       |
| Marc Duret             | Roberto                         |
| Griffin Dunne          | Duffy                           |
| Andréas Voutsinas      | Priest                          |
| Valentina Vargas       | Bonita                          |
| Kimberly Beck          | Sally                           |
| Patrick Fontana        | Alfredo                         |
| Alessandra Vazzoler    | La Mamma (Enzo's moeder)        |
| Geoffrey Carey         | Supervisor (als Geoffroy Carey) |
| Bruce Guerre-Berthelot | de jonge Jacques                |

## Nominaties
In 1989 is de film zes keer genomineerd:
- César voor Beste acteur: Jean-Marc Barr
- César voor Beste cinematografie: Carlo Varini
- César voor Beste regisseur: Luc Besson
- César voor Beste film: Luc Besson
- César voor Beste affiche: Malinovski
- César voor Beste mannelijke bijrol: Jean Reno

## Prijzen
- César voor Beste filmmuziek: Eric Serra
- César voor Beste geluid: Pierre Befve, Gérard Lamps en François Groult
- Academy Award: Luc Besson

## Trivia
- De gestrande boot "Olympia", waar Enzo de duiker redt, is nog altijd te vinden in Amorgos in Griekenland.
- Hoewel het verhaal fictie is, is het toch geïnspireerd op avonturen van de duikers Jacques Mayol en Enzo Maiorca.
- Het was de laatste film van Paul Shenar.
- Luc Besson was niet echt zeker welke acteur hij wilde gebruiken voor de hoofdrol. Hij stelde het voor aan Christopher Lambert, met wie hij had samengewerkt in zijn vorige film. Daarnaast heeft hij een ontmoeting gehad met Mickey Rourke, een grote ster in die tijd, en er was sprake van dat hijzelf de rol zou vertolken omdat hij zo'n affiniteit had met het personage. Pas enkele weken voor de opnamen raadde iemand Jean-Marc Barr aan.